# Actopan, Hidalgo
Actopan är en ort i Mexiko.   Den ligger i kommunen Actopan och delstaten Hidalgo, i den sydöstra delen av landet, 100 km norr om huvudstaden Mexico City. Actopan ligger 2 008 meter över havet och antalet invånare är 26 705.
Terrängen runt Actopan är kuperad åt sydost, men åt nordväst är den platt. Runt Actopan är det ganska tätbefolkat, med 166 invånare per kvadratkilometer. Närmaste större samhälle är San Salvador, 7,6 km väster om Actopan. I omgivningarna runt Actopan växer huvudsakligen savannskog.